# Soba
Soba (そば sau 蕎麦, însemnând „hrișcă”) este un fel de mâncare tradițional japonez, constând în niște tăiței lungi, de culoare maro-cenușie, fabricați din făină de hrișcă. De obicei, este servită rece, fără supă, cu sos țuyu în boluri speciale, iar uneori, în variantă de supă-tăiței, cu bulion fierbinte. Există și varietatea Nagano soba, care este fabricată din făină de grâu. În Japonia, soba este foarte populară ca mâncare fast-food, deși este preparată și acasă, precum și în restaurante de lux.  Aceștia se găsesc în comerț fie sub formă uscată fie sub formă de men-tsuyu, acesta fiind un amestec utilizat pentru a ușura prepararea supei.
Potrivit unei versiuni, soba a ajuns în Japonia din China în 1574.

## Prepararea tăițeilor
Tăițeii sunt fabricați din făină de hrișcă, care nu conține gluten, de aceea trebuie amestecată cu făină de grâu, pentru a nu se destrăma. Alternativ, se poate adăuga și făină de orez, care este, de asemenea, lipicioasă, dar nu conține gluten. Aluatul preparat este apoi întins și tăiat cu un cuțit special în fâșii înguste, după care sunt fierți. Gustul sobei poate varia în funcție de compoziție.
- Tya soba (în japoneză 茶そば) - soba cu adaos de pudră de ceai verde.[3]
- Hegi soba (în japoneză へぎそば) - soba condimentată cu alge.[4]
- Inaka soba (în japoneză 田舎蕎麦) - „soba țărănească”, soba groasă, preparată din boabe întregi de hrișcă.[5]
- Ni-hachi soba (în japoneză 二八そば) - soba compusă din 20% grâu și 80% hrișcă.[6] Această proporție are o semnificație simbolică. În primul rând, dacă înmulțim 2 cu 8, obținem 16 - exact atâția bani de cupru (mon) costa o porție de soba. În plus, „nihachi” era o expresie argotică pentru o fată de șaisprezece ani.
- Juwari soba (în japoneză 十割そば, literal „soba 100%”) - soba preparată integral din făină de hrișcă.[7]
- Sarasina soba (în japoneză 更科そば) - soba subțire, deschisă la culoare, preparată din hrișcă curățată.[8]

### Valoarea nutritivă
O sută de grame de tăiței de soba gătită conțin 99 kcal (410 kJ) de energie. Soba conține toți cei opt aminoacizi esențiali.
Soba conține antioxidanți, inclusiv rutină, soforetină și nutrienți necesari, printre care colină, tiamină și riboflavină.

## Terminologie

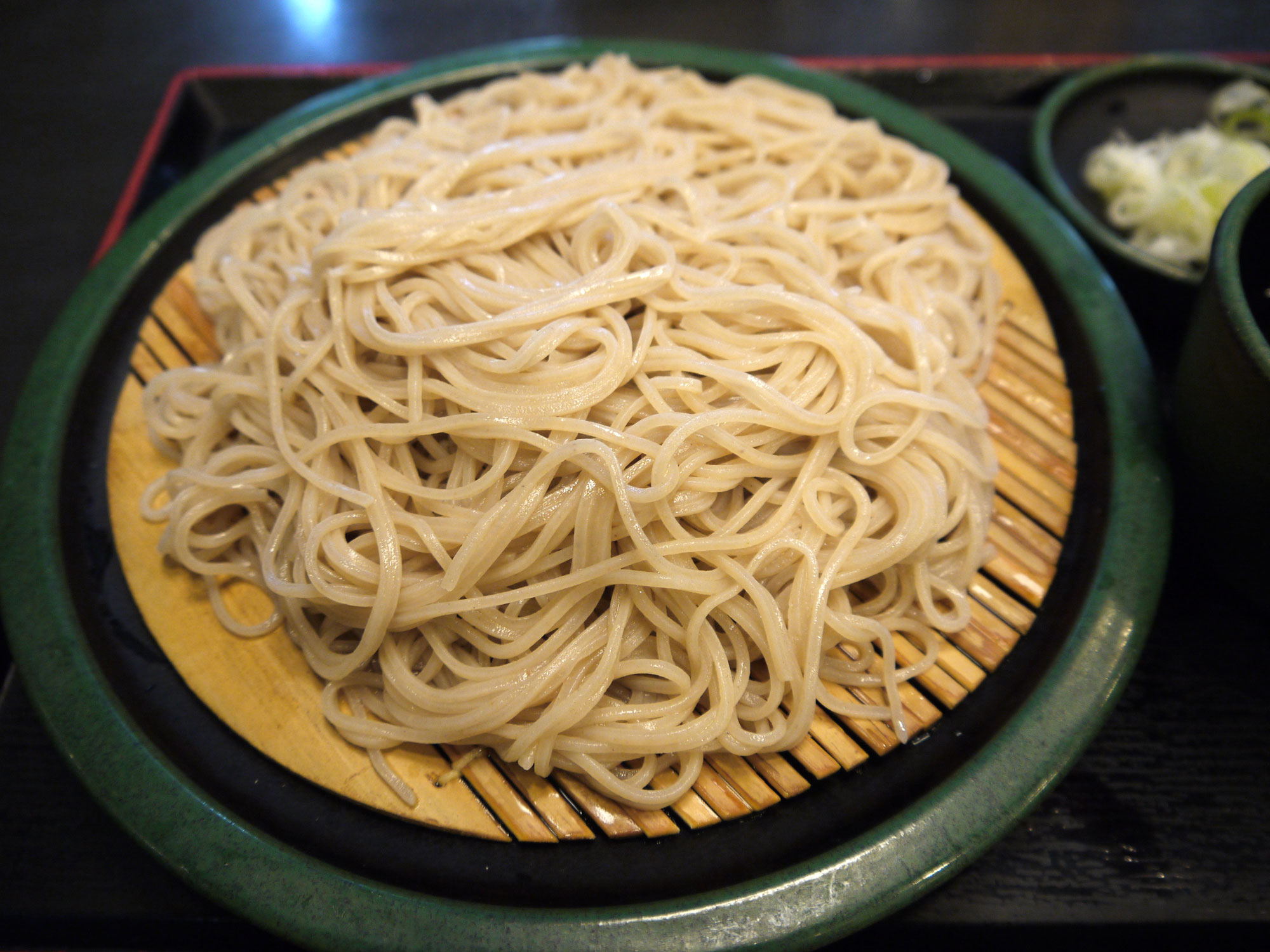
Soba

În Japonia, termenul „soba”, atunci când se referă la tăiței, și nu la mâncare, poate desemna orice fel de tăiței subțiri, chiar și fără făină de hrișcă. Pentru a face distincția, soba din hrișcă este numită „nihonsoba” (în japoneză 日本蕎麦, soba japoneză), iar cea din ouă - „chukasoba” (în japoneză 中華そば, soba chineză).

## Istoric
Hrișca a fost tradițional cultivată și consumată de țărani în regiunile montane ale Japoniei, unde clima era prea rece sau solul prea puțin fertil pentru orez. Este probabil că hrișca a ajuns în Japonia încă din perioada Heian. În colecția de legi și reglementări din acea perioadă, „Ruijūsandaigaku” (în japoneză 類聚三代格), se prescria cultivarea hrișcăi, deși nu există dovezi că a fost larg răspândită. Potrivit unei versiuni, tăițeii de hrișcă au fost aduși în Japonia din China în 1574. În perioada Kamakura, hrișca era considerată mâncarea săracilor. În culegerea de povestiri distractive din 1254, „Kokon Chōmonshu” (în japoneză 古今著聞集), s-a păstrat o waka a călugărului Dōmyō din familia Fujiwara, în care acesta vorbea cu dispreț despre mâncărurile din hrișcă.
În epoca Tokugawa, tăițeii de soba devin tot mai populari. În Edo, în fiecare cartier s-au deschis localuri ieftine unde se putea servi soba. Populația din Edo era mai înstărită decât sărăcimea rurală și își putea permite să mănânce orez alb, care însă conține puțină tiamină. Din acest motiv, locuitorii din Edo erau mai predispuși la beriberi. Dar curând au descoperit că prin consumul frecvent de soba, bogată în tiamină și vitaminele B1 și B2, riscul de îmbolnăvire scădea. Acest lucru a contribuit, de asemenea, la creșterea popularității tăițeilor de hrișcă.

## Modalități de servire
La fel ca alte tipuri de tăiței, soba este servită rece vara și caldă iarna. Sosul și garniturile variază în funcție de regiune și sezon.

#### Soba rece
Soba rece este de obicei servită pe o tavă de bambus numită zaru (în japoneză 笊). Preparatul este adesea decorat cu frunze uscate de nori și condimentat cu un sos special, soba tsuyu (în japoneză 蕎麦つゆ). Acest sos este preparat dintr-un amestec de bulion dashi, sos de soia dulce (în japoneză 砂糖醤油) și vin de orez mirin. Înainte de a mânca, tăițeii sunt în general înmuiați în sos, uneori amestecați cu wasabi. După consum, mulți beau restul sosului, amestecat cu apa în care a fost fiartă soba.

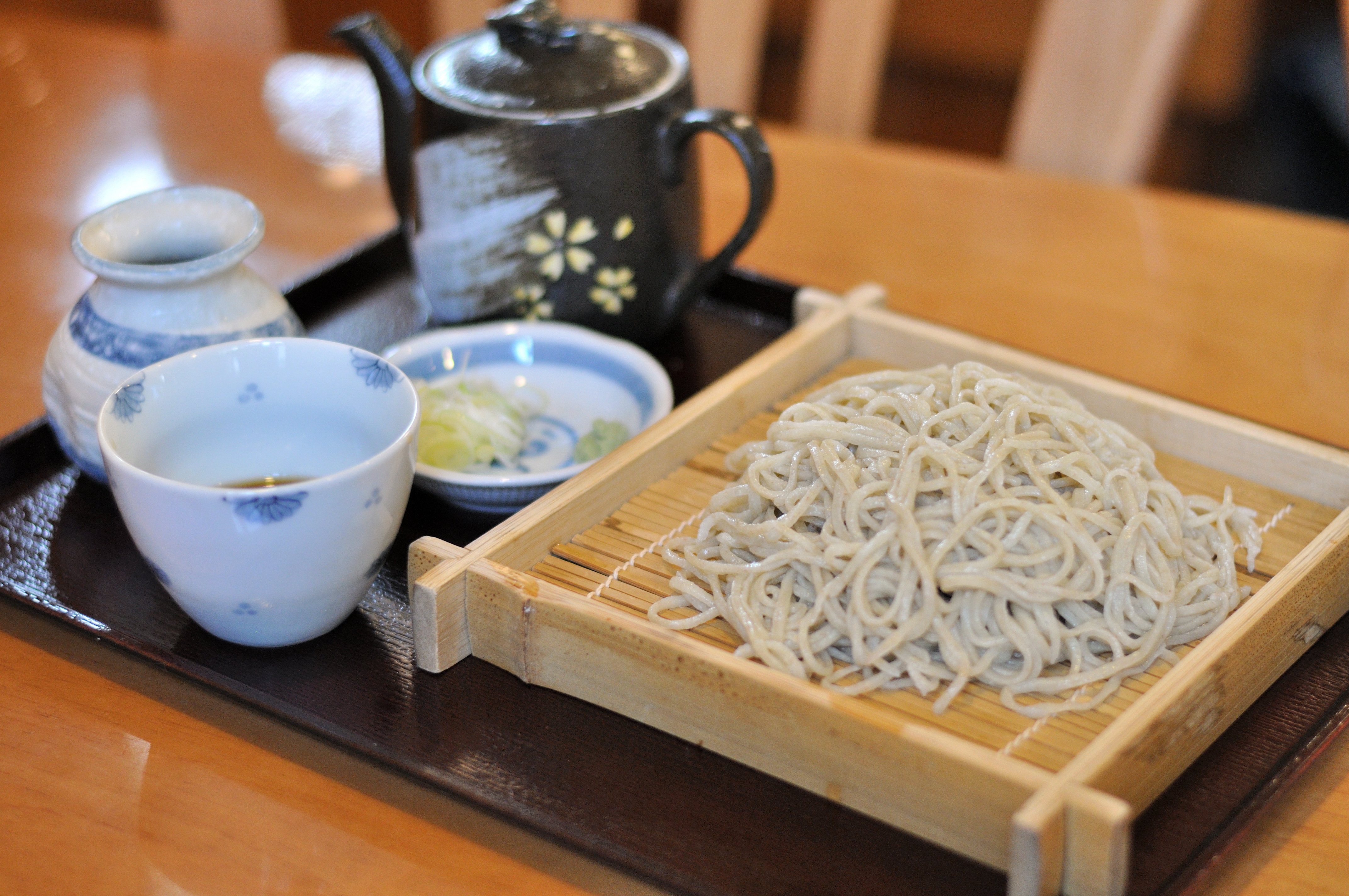
Mori soba

- Mori soba (în japoneză 盛り蕎麦) - soba rece clasică.[16] Cuvântul "mori" a început să fie folosit în perioada Genroku (1688-1704), pentru a o deosebi de un alt tip popular de tăiței, bukkake-soba.[18]
- Zaru soba (în japoneză 笊蕎麦) - mori soba cu adaos de nori.[16]
- Hiyashi soba (în japoneză 冷やし蕎麦) - soba rece, servită cu diverse garnituri, printre care:  piure de cartof dulce yamaimoori, ridichi daikon, boabe de soia, bama[19]
- Soba maki (în japoneză そば巻き) - soba învelită în nori; preparată ca makizushi.[20]
- Salată cu tăiței soba (în japoneză そばサラダ) - preparat al bucătăriei moderne, soba rece amestecată cu legume, de obicei cu susan.[21]
- Sudachi soba (în japoneză スダチ そば) - soba cu lime sudachi.[22]

#### Variante de soba caldă
Soba este adesea servită într-un bol cu sos tsuyu fierbinte. În acest caz, sosul este mai puțin concentrat decât cel pentru soba rece. Drept garnitură se folosește ceapă tocată și shichimi togarashi - un amestec popular de șapte condimente.

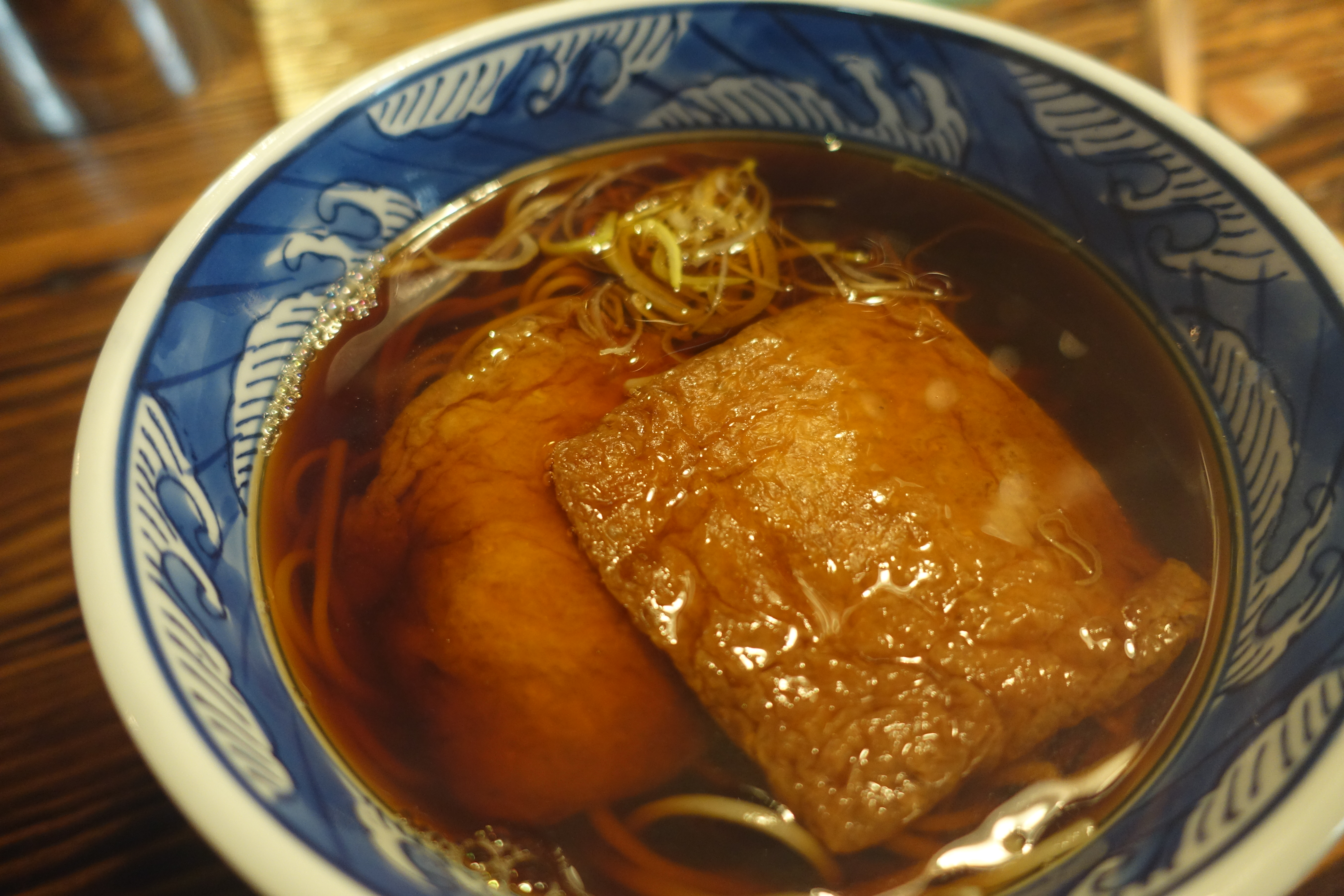
Kitsune soba

- Kake-soba (în japoneză 掛け蕎麦, „soba suspendată”) - soba caldă în bulion, cu adaos de ceapă verde tocată fin și kamaboko.[23]
- Wakame soba (în japoneză 若布蕎麦) - soba cu alge wakame[24].
- Kitsune soba (în japoneză きつね蕎麦, „soba vulpe”) în Kantō sau tanuki soba (în japoneză たぬき蕎麦, „soba tanuki”) în Kansai - soba cu aburaage.[25]

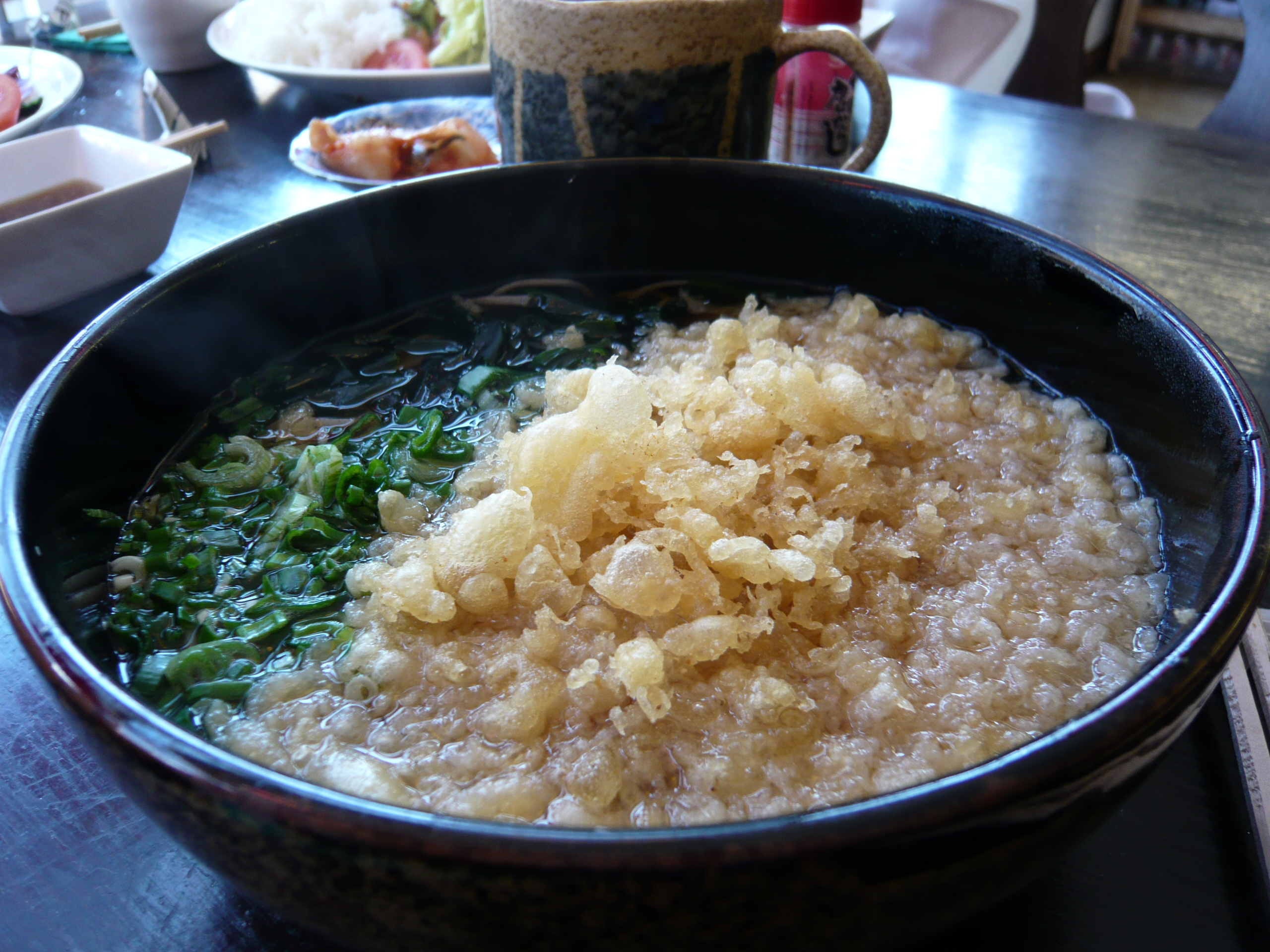
Tanuki soba

- Tanuki soba (în japoneză たぬき蕎麦) în Kantō sau haikara soba (în japoneză ハイカラ蕎麦) în Kansai - soba cu tenkasu (în japoneză 天かす) - bucăți de aluat prăjit.[26]
- Tempura soba (în japoneză 天麩羅蕎麦) sau tensoba (în japoneză 天そば, „soba cerească”) - soba cu creveți în tempură sau kakiage (în japoneză かき揚げ). A apărut în perioada Edo și era considerată o mâncare scumpă. Deși tempura soba este de obicei servită caldă, există și o variantă răcită.[27]

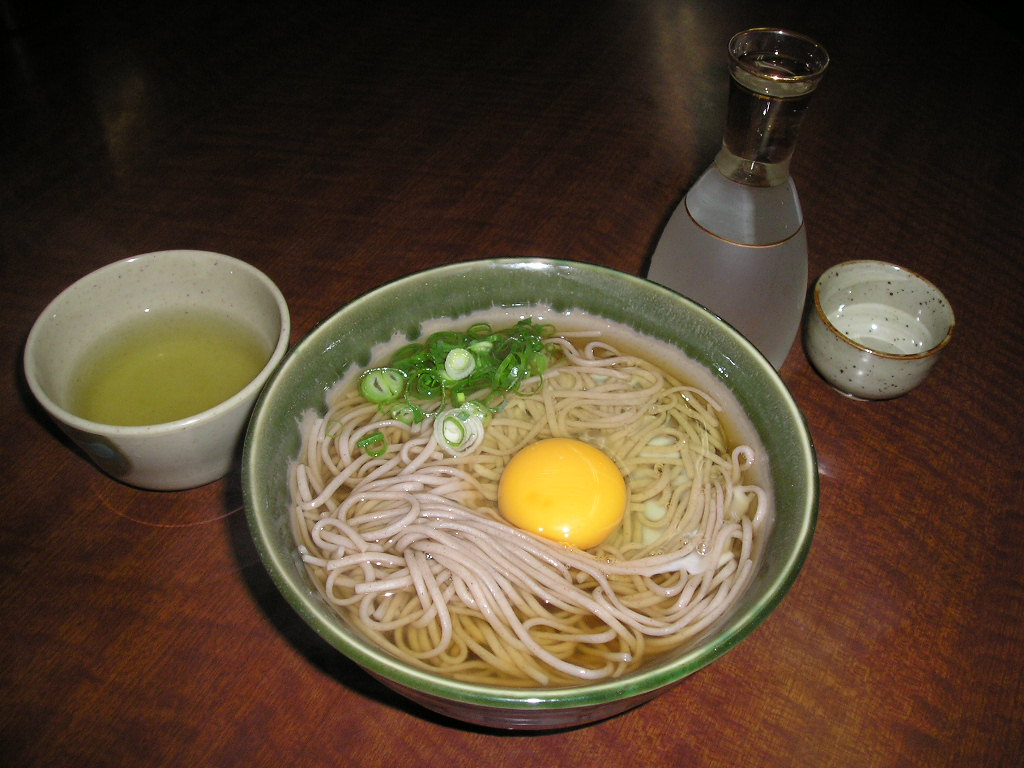
Tsukimi soba

- Tsukimi soba (în japoneză 月見蕎麦, „soba privind luna”) - variantă de soba cu brânză și ou. Gălbenușul rupt amintește de luna plină, iar albușul - de nori pe cer. Popular în perioada admirării lunii.[28]
- Tororo soba (în japoneză とろろ蕎麦) sau yamakake soba (în japoneză 山かけ蕎麦) - soba cu adaos de tororo - piure de cartof dulce yamaimoori.[29]
- Nameko soba (în japoneză なめこ蕎麦) - soba cu ciuperci nameko.[30]
- Sansai soba (în japoneză 山菜蕎麦) - soba cu așa-numitele „legume de munte”, sansai, cum ar fi warabi, zemmaiși lăstari de bambus - takenoko.[31]
- Kamonabban (în japoneză 鴨南蛮, literal „rața barbarilor din sud”) - soba cu carne de rață, la care se adaugă adesea și ceapă verde.[32]
- Curry-nabban (în japoneză カレー南蛮) - soba (sau udon) caldă în bulion de pui sau porc, amestecată cu sos curry.[33]
- Nishin soba (în japoneză 鰊蕎麦) - soba cu migaki nishin (în japoneză 身欠きニシン) - hering uscat. Este populară în Hokkaido și Kyoto.[34]
- Yakisoba (în japoneză 焼きそば) - tăiței prăjiți din făină de grâu. Deși conține cuvântul "soba", nu are nicio legătură cu tăițeii de hrișcă și este realizat din tăiței de grâu, folosiți și pentru prepararea ramenului.

#### Varietăți regionale de soba
În Japonia, hrișca este cultivată în principal în insula Hokkaido. Acolo se poate încerca shin-soba, produsă din recolta nouă. Aceasta este mai dulce și mai aromată decât cea obișnuită. De asemenea, este populară etambetsu soba (în japoneză 江丹別そば) din zona centrală a Hokkaido (Asahikawa).
De asemenea, este apreciată soba din Nagano. Aceasta este numită shinshu soba (în japoneză 信州そば). Motivul popularității acestor tăiței este că în Nagano sunt condiții naturale favorabile pentru cultivarea hrișcii. Aici sunt, de asemenea, concentrate principalele activități de măcinare și tăiere a tăițeilor. În Nagano se organizează festivaluri ale sobei. Cel mai popular este festivalul de trei zile din Matsumoto.

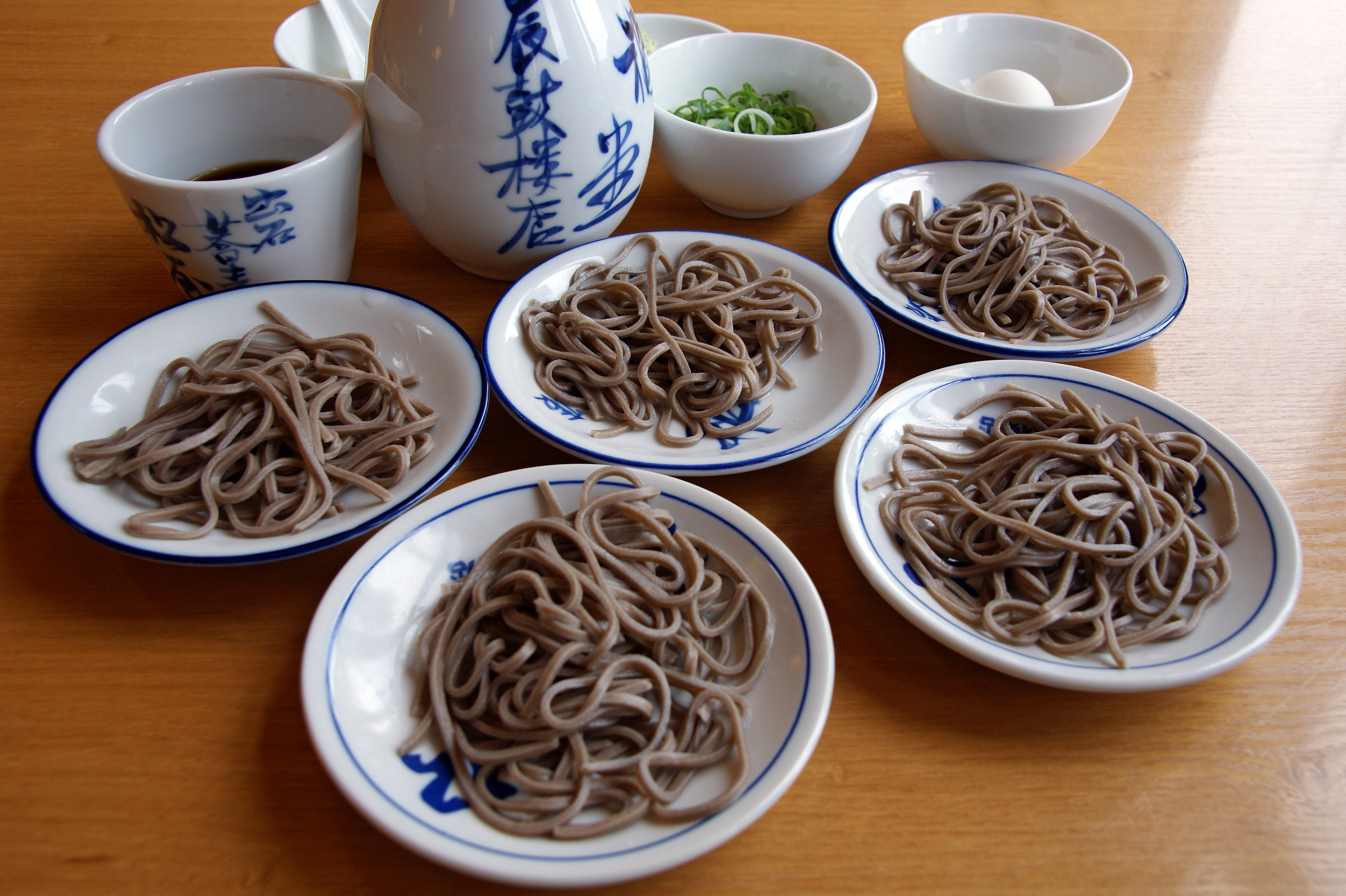
Izushi soba

Este, de asemenea, populară izumo soba (în japoneză 出雲そば) din prefectura Shimane. Se deosebește prin culoarea mai închisă.
O porție de izushi soba (în japoneză 出石そば) din prefectura Hyogo este servită pe cinci farfurioare mici. Se consideră că trebuie să se mănânce cât mai multă soba. O tradiție similară există și în prefectura Iwate. Wanko soba (în japoneză わんこそば) trebuie mâncată rapid. Chelnerul adaugă constant tăiței în bol, numărând porțiile. Până în 2019, recordul a fost de 570 de porții.
În prefectura Yamagata, ita soba (în japoneză 板そば) este servită pe tăvi mari, ita (în japoneză 板). Aceasta este puțin mai închisă la culoare și mai groasă decât soba obișnuită.
În Okinawa, soba este o mâncare complet diferită. Tăițeii sunt preparați din făină de grâu, nu din hrișcă. Această soba este de obicei servită într-un bulion fierbinte de porc, cu bucăți de carne de porc înăbușită, ceapă verde și ghimbir murat. Este foarte populară în orașul Campo Grande din Brazilia, unde este servită în restaurante speciale numite „sobarias”. Probabil că a fost adusă acolo de imigranți japonezi.

### Soba ca mâncare de sărbătoare

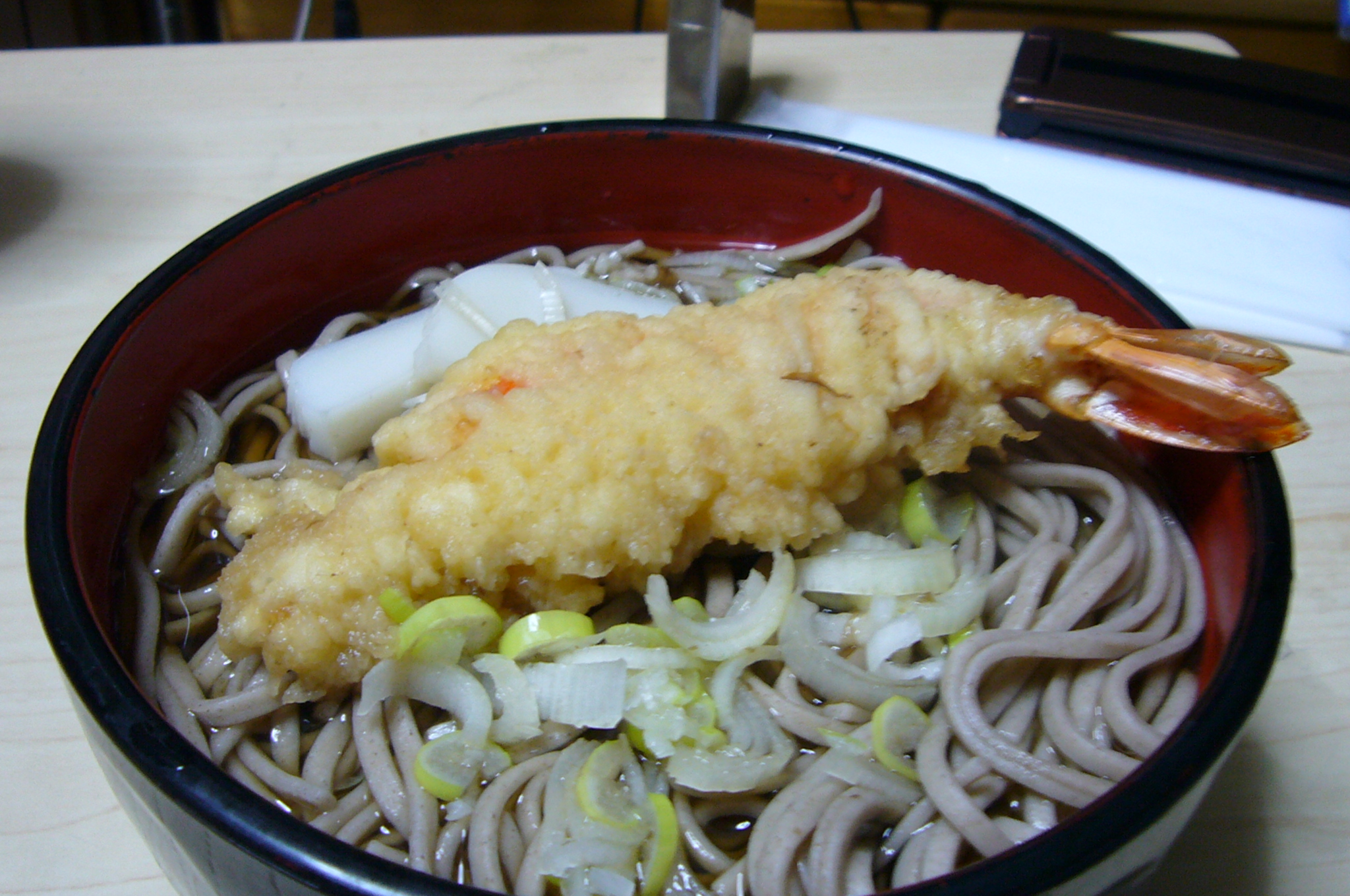
Toshikoshi soba

Toshikoshi soba (în japoneză 年越し蕎麦) - în ajunul Anului Nou se prepară soba cu tăiței lungi, simbolizând dorința pentru o viață lungă și fericită.
Hikkoshi soba (în japoneză 引っ越しそば) - obicei răspândit în Tokyo de a dărui soba vecinilor după mutarea într-o nouă locuință. În ultimul timp, această tradiție își pierde popularitatea.